# Stazione di Uozumi
La stazione di Uozumi (魚住駅?, Uozumi-eki) è una stazione ferroviaria della città di Akashi, nella prefettura di Hyōgo. Si trova sulla linea JR Kōbe, sezione della linea principale Sanyō, ed è servita dai treni locali e rapidi.

## Linee

### Treni
- JR West
  - ■ Linea JR Kōbe (Linea principale Sanyō)

## Caratteristiche
La stazione ha due marciapiedi laterali con due binari in superficie.
| 1 | ■ Linea JR Kōbe |  | per Sannomiya, Amagasaki, Ōsaka e Kyoto |
| 2 | ■ Linea JR Kōbe |  | per Kakogawa e Himeji                   |

## Stazioni adiacenti
| «                                   | Servizio      | »             |
| Linea JR Kōbe                       | Linea JR Kōbe | Linea JR Kōbe |
| ----------------------------------- | ------------- | ------------- |
| Ōkubo                               | Locale Rapido | Tsuchiyama    |
| I treni Rapidi speciali non fermano |               |               |